# الخاندرو سوتیلوس
الخاندرو سوتیلوس (انگلیسی: Alejandro Sotillos؛ زادهٔ ۲۸ ژانویهٔ ۱۹۹۸) بازیکن فوتبال اهل اسپانیا است.
از باشگاه‌هایی که در آن بازی کرده‌است می‌توان به باشگاه فوتبال فوئنلابرادا اشاره کرد.